# Hanneke Schuitemaker
Hanneke Schuitemaker, née à Heerhugowaard en 1964, est une virologue néerlandaise, professeure de virologie néerlandaise au centre médical universitaire d'Amsterdam de l'université d'Amsterdam, depuis 2004 puis responsable mondiale du développement de vaccins au sein du groupe pharmaceutique multinational américain Johnson & Johnson, Janssen Vaccines & Prevention basé à Leyde. 
Hanneke Schuitemaker travaille depuis plus de vingt ans sur la pathogenèse du VIH-1. 
Elle participe aussi au développement de vaccins contre la fièvre hémorragique Ebola la grippe, le VIH et le Virus respiratoire syncytial. À partir de 2020, elle travaille avec son équipe chez Janssen à l'élaboration du vaccin Johnson & Johnson contre le COVID-19.

## Biographie

### Formation
Hanneke Schuitemaker est née en 1964 à Heerhugowaard[réf. nécessaire] d'une mère comptable et d'un père ingénieur électricien. Elle s'intéresse à la recherche médicale et fait des études de biologie médicale. Après avoir obtenu son diplôme de premier cycle, elle suit un programme de doctorat en pathogenèse du SIDA à l'Université libre d'Amsterdam (VU).

### Carrière scientifique

#### Recherche sur le VIH
Hanneke Schuitemaker commence ses recherches sur le SIDA et le VIH en 1989. Elle étudie la pathogenèse du VIH-1 tout au long de sa carrière. Ses premières recherches visent à déterminer si le VIH peut affecter les cellules du corps autres que les lymphocytes T, y compris les cellules du cerveau et des poumons. Elle effectue ces recherches à l'institut Sanquin (nl), centre néerlandais de recherche sur le sang à Amsterdam, où elle est nommée chef du département de viro-immunologie clinique en 1998.  
Tout en s'intéressant au virus lui-même, Hanneke Schuitemaker veut également considérer les malades dont les souffrances la touchent. Elle participe à un programme de sensibilisation des patients qui renforce sa motivation à mieux comprendre la maladie, aider à trouver un vaccin et des traitements.
De 2003 à 2004, elle est scientifique invitée au Scripps Research Institute, un institut de recherche médicale à but non lucratif aux États-Unis.
Hanneke Schuitemaker est nommée professeure de virologie, en particulier de viro-pathogenèse du SIDA, le 1er août 2004 à la Faculté de médecine de l'université d'Amsterdam (UvA). Elle participe à la collaboration multidisciplinaire entre le Service communal de santé (nl) d'Amsterdam, le centre Médical Académique et Sanquin dans la recherche sur l'infection à VIH et le SIDA auprès du groupe cible « hommes homosexuels et toxicomanes par voie intraveineuse », ce qui lui donne de grandes compétences dans le domaine de la recherche.
En 2008, Hanneje Schuitemaker devient cheffe du département « Immunologie expérimentale » au centre Médical Académique d'Amsterdam. 
À partir de 2010, elle occupe divers postes au sein de l’entreprise néerlandaise de biotechnologie Crucell, et, après le rachat de cette entreprise par Johnson & Johnson, chez Janssen Vaccines à Leiden.

#### Janssen Vaccines
Depuis 2016, Hanneke Schuitemaker est responsable des programmes de vaccins antiviraux chez Janssen Vaccines,. Elle travaille notamment sur un vaccin universel contre la grippe, un vaccin contre le virus respiratoire syncytiale et un vaccin contre Ebola,,,. Le vaccin contre Ebola est approuvé en Europe après la deuxième épidémie en 2014.
Elle reprend également les travaux sur les vaccins pour la protection contre le VIH-1. Le VIH présente un certain nombre d'obstacles à la vaccination et il n'a pas encore été possible de concevoir un vaccin qui produit des anticorps largement neutralisants. Les vaccins de Janssen basés sur des immunogènes « mosaïques » procurent une protection de deux tiers lors des tests sur les animaux,. Il s'agit de séquences bioinformatiques du virus de l'immunodéficience humaine de type 1 (VIH-1) conçues pour obtenir une couverture indépendante du clade contre les souches de VIH-1 circulant dans le monde. En 2018, il est démontré que le schéma vaccinal de Hanneke Schuitemaker induit une réponse immunitaire au VIH chez l'homme. Les résultats d'Imbokodo, une étude portant sur 2 600 femmes dans 26 pays d'Afrique subsaharienne, sont attendus en 2021. Une autre étude, Mosaico, porte sur un public cible de 3 800 hommes cisgenre ou personnes transgenres ayant des rapports sexuels avec des hommes cisgenres et/ou des personnes transgenres, considéré comme particulièrement à risque verra 3 800 personnes participer à un essai clinique de phase 3 du vaccin,,.  

#### Vaccin contre le virus COVID-19
Au début de la pandémie de Covid-19, Hanneke Schuitemaker participe aux recherches de Johnson & Johnson sur le développement d'un vaccin contre la nouvelle maladie infectieuse,,. Les différents candidats vaccins sont testés en mars 2020 et, le plus prometteur, testé sur des humains à partir de juillet 2020,.
Le régulateur américain, Food and Drug Administration, autorise l'utilisation du vaccin Johnson & Johnson COVID-19 le 27 février 2021 et l'Agence européenne des médicaments le 11 mars 2021,,.
Le vaccin développé par Janssen est un vaccin dit vecteur qui utilise une partie du virus du rhume auquel s'ajoute un morceau du code génétique du coronavirus désactivé. Après la vaccination, le corps produit des protéines de pointe qui stimulent le système immunitaire. En cas de future infection par le coronavirus[Lequel ?], ce virus sera reconnu et nettoyé. Janssen a déjà utilisé cette méthode dans le développement de vaccins contre Ebola.
Parlant du travail de Hanneke Schuitemaker et de son équipe, la virologue Marjolein Kikkert déclare : « Du point de vue scientifique et de la gestion, c'est une réalisation d'une ampleur sans précédent. Et [...] une victoire pour la science néerlandaise. »

### Autres fonctions
Hanneke Schuitemakers est membre du conseil consultatif scientifique de l'International AIDS Vaccine Initiative (en) (IAVI) et du Netherlands AIDS Fund.
Elle a formé avec succès plus de 30 doctorants et étudiants et autrice de plus de 330 articles scientifiques évalués par des pairs.
Hanneke Schuitemakers est mariée à un scientifique. Ils ont trois fils.

## Distinctions
- 2021 : classée parmi les 22 personnes les plus influentes dans la lutte contre le corona en octobre par le site Fierce Pharma[23].
- 2022 : Parmi les Inspiring Fifty Deep Tech Benelux[24].

## Publications
- (nl) Niets zo veranderlijk als het HIV, Amsterdam University Press, 2005 - 32 pages
- (en) AIDS Pathogenesis, Springer, 2010  (ISBN 978-9048154074)